# Metropolia Montpellier
Metropolia Montpellier – metropolia Kościoła rzymskokatolickiego w południowej Francji. Powstała podczas reformy administracyjnej Kościoła francuskiego w 2002. W jej skład wchodzi archidiecezja i cztery diecezje. Najważniejszą świątynią jest katedra św. Piotra w Montpellier. 
W skład metropolii wchodzą:
- archidiecezja Montpellier
- diecezja Carcassonne i Narbonne
- diecezja Mende
- diecezja Nîmes
- diecezja Perpignan-Elne